# Амигдалин
Амигдалин (витамин Б17, леатрил) цијаногени је гликозид који се налази у семенима бадема и другог коштуњавог воћа. У организму човека и животиња се дејством ензима разлаже на гликозу, бензалдехид и веома отровну цијановодоничну киселину. Она може да изазове тровање уколико се за кратко време поједе сувише семена бадема. У медицинске сврхе амигдалин се користи од 1830. године када је откривен. Ернест Т. Кребс, Млађи. (1912 – 1996) је био хемичар који је први промовисао амигдалин као лек против рака почетком 1950. године. Америчка Администрација за храну и лекове (Food and Drug Administration) назива амигдалин „високоотровним производом“ и захтева дугогодишње затворске казне за оне који га продају и рекламирају Амерички национални здравствени институти (U.S. National Institutes of Health) наводе да клинички тестови амигдалина показују да је овај неделотворан против рака. Клиничка испитивања клинике Мејо на 175 пацијената показала су да се после третмана амигдалином тумор повећао код 174 пацијента. Промовисање синтетичког амигдалина (лаетрила) као средства против рака наводи се у медицинској литератури као школски пример надрилекарства. Један од битнијих новијих заговорника лаетрила, Џејсон Вејл, који је тврдио да је себе излечио лаетрилом, ухапшен је и затворен, при чему је утврђено да је заправо препродавао лаетрил и зарадио не мање од 500.000 америчких долара.

## Распрострањеност
Амигдалин се у већим количинама може наћи у: дивљим купинама, трешњама, рибизлама, коштицама јабуке, крушке и шљиве, коштицама кајсије, брескве и нектарине, горким бадемима, и др. У нешто мањим количинама има га у јагоди, малини, јечму, хељди, и др. 
- Свеж плод кајсије
- Семена кајсије
- Нектарина
- Јабука
- Малина

## Отровно дејство амигдалина
Амигдалин је цијаногени гликозид са R конфигурацијом и хиралним фенил центром. IUPAC назив молекула амигдалина је [(6-O-β-D-гликопиранозил-β-D-гликопиранозил)окси](фенил)ацетонитрил, а хемијска формула C20H27NO11. У човековом дванаестопалачном цреву и танком цреву амигдалин се разлаже у присуству ензима бета-глукозидазе, емулзина и амигдалазе на гентиобиозу и манделонитрил, а овај се даље разлаже на бензалдехид и цијановодоник . Смртоносна орална дневна доза цијановодоника је око 1 милиграм по килограму. Амерички глумац Стив Маквин умро је у Мексику од последица третмана лаетрилом.